# Festival de Cine de Abu Dabi
El Festival de Cine de Abu Dabi (ADFF) (en árabe: مهرجان أبو ظبي السينمائي‎), conocido anteriormente como el Festival de Cine de Oriente Medio, fue un festival de cine internacional inaugurado en el año 2007.

## Historia
El evento se celebraba en el mes de octubre en la ciudad de Abu Dabi, capital de Emiratos Árabes Unidos. El ADFF tenía como objetivo mostrar las mejores películas de la región junto con destacadas producciones de reconocidos cineastas internacionales. El primer festival debutó con 152 películas y 186 presentaciones en cinco sedes de Abu Dabi. El evento dio inicio en 2007 con el apoyo de Mohammed Khalaf Al Mazroui como director general y Nashwa Al Ruwaini como Director Ejecutivo. En 2008, Imad DeirAtany, cineasta libanés, se unió al equipo de trabajo.

### Clausura
Fue oficialmente clausurado tras ocho versiones en 2015. El comunicado oficial expresó lo siguiente: "Al reenfocar sus actividades cinematográficas para reflejar el rápido crecimiento en la región, Media Zone Authority ha anunciado que el Festival de Cine de Abu Dabi llega a su fin para centrarse en futuras iniciativas específicas para apoyar aún más a los cineastas locales y árabes y atraer más producciones cinematográficas a Abu Dabi". El festival dio paso al SANAD, una iniciativa para promover las producciones cinematográficas en la región.